# Pieke Roelofs
Pour les articles homonymes, voir Roelofs.
 (juin 2021).
Le contenu est difficilement compréhensible vu les erreurs de traduction, qui sont peut-être dues à l'utilisation d'un logiciel de traduction automatique.
 (juin 2021).
La mise en forme du texte ne suit pas les recommandations de Wikipédia : il faut le « wikifier ».
Les points d'amélioration suivants sont les cas les plus fréquents. Le détail des points à revoir est peut-être précisé sur la page de discussion.
- Les titres sont pré-formatés par le logiciel. Ils ne sont ni en capitales, ni en gras.
- Le texte ne doit pas être écrit en capitales (les noms de famille non plus), ni en gras, ni en italique, ni en « petit »…
- Le gras n'est utilisé que pour surligner le titre de l'article dans l'introduction, une seule fois.
- L'italique est rarement utilisé : mots en langue étrangère, titres d'œuvres, noms de bateaux, etc.
- Les citations ne sont pas en italique mais en corps de texte normal. Elles sont entourées par des guillemets français : « et ».
- Les listes à puces sont à éviter, des paragraphes rédigés étant largement préférés. Les tableaux sont à réserver à la présentation de données structurées (résultats, etc.).
- Les appels de note de bas de page (petits chiffres en exposant, introduits par l'outil «  Source ») sont à placer entre la fin de phrase et le point final[comme ça].
- Les liens internes (vers d'autres articles de Wikipédia) sont à choisir avec parcimonie. Créez des liens vers des articles approfondissant le sujet. Les termes génériques sans rapport avec le sujet sont à éviter, ainsi que les répétitions de liens vers un même terme.
- Les liens externes sont à placer uniquement dans une section « Liens externes », à la fin de l'article. Ces liens sont à choisir avec parcimonie suivant les règles définies. Si un lien sert de source à l'article, son insertion dans le texte est à faire par les notes de bas de page.
- La présentation des références doit suivre les conventions bibliographiques. Il est recommandé d'utiliser les modèles {{Ouvrage}}, {{Chapitre}}, {{Article}}, {{Lien web}} et/ou {{Bibliographie}}. Le mode d'édition visuel peut mettre en forme automatiquement les références.
- Insérer une infobox (cadre d'informations à droite) n'est pas obligatoire pour parachever la mise en page.

Pour une aide détaillée, merci de consulter Aide:Wikification.
Si vous pensez que ces points ont été résolus, vous pouvez retirer ce bandeau et améliorer la mise en forme d'un autre article.
Pieke Roelofs, née à Heerlen (Pays-Bas) en novembre 1989, est une militante, photographe et lanceuse d'alerte néerlandaise,,.
En 2019, Roelofs a réussi à retracer l'emplacement d'un suspect dans son propre cas de viol qui avait auparavant été introuvable par la police.
En 2020, elle a fondé Stichting Cassandra, une fondation qui défend les intérêts des victimes de violences sexuelles et psychologiques.

## Biographie
Roelofs était, jusqu'à fin 2016, un artiste qui collaborait régulièrement avec d'autres créatifs.
À la suite d'une collaboration avec Exurb1a, un youtubeur britannique, Roelofs a été hospitalisée en novembre 2016 pour trouble de stress aigu, trouble de stress post-traumatique, dépression et idées suicidaires.
Au cours de son hospitalisation de 7 mois, Roelofs a commencé à dénoncer son ancien partenaire de travail qui, selon elle, utilisait Reddit pour salir son nom. Roelofs a déclaré que le youtuber l'avait agressée et violée en octobre 2016, avait commencé à la menacer entre novembre et décembre 2016, puis l'avait «fait chanter» pour qu'elle quitte l'hôpital pour lui parler alors qu'elle était droguée avec des médicaments prescrits, et qu'il l'avait violée alors qu'elle était incapable de le combattre. L'un des médicaments prescrits qu'elle prenait était le Xanax, une benzodiazépine et une drogue bien connue du viol[pas clair]. En février 2020, le quotidien Algemeen Dagblada confirmé qu'il avait fallu 6 visites à Roelofs dans trois commissariats de police différents entre 2016 et 2017 avant qu'une plainte pénale ne soit déposée. Lorsque Roelofs a quitté l'hôpital, elle a abandonné sa carrière de photographe internationale pour se concentrer sur son rétablissement, ainsi que sur la santé mentale et l'activisme contre le viol.
Le 25 septembre 2018, le journal néerlandais De Limburger a lancé une alerte sur de faibles condamnations pour viol dans la province du Limbourg en collaboration avec Roelofs.
Roelofs a témoigné contre la police et le parquet néerlandais pour la manière dont ils géraient l'enquête sur son affaire de viol en 2016 concernant son ancien partenaire de travail.
Roelofs a déclaré que « l'échec de la police [dans l'affaire avait] donné aux violeurs une carte gratuite ». Son avocat, Richard Korver, a reconnu qu'il n'y avait pas eu d'enquête sur l'affaire et a entamé une procédure de « l'article 12 Sv » pour Roelofs afin de forcer le ministère public à passer devant le tribunal pour enquêter et poursuivre le suspect,.
Depuis la première critique de la police par Roelofs dans les médias, le ministère néerlandais de la Justice et de la Sécurité a commencé à suivre son comportement en ligne. Roelofs l'a prouvé elle-même en publiant les statistiques Google Analytics de son blog photoandgrime.com.
Le gouvernement néerlandais trouverait le blog de Roelofs via son profil Facebook, YouTube, Twitter et Gofundme et a gardé une trace de ses habitudes en ligne depuis le 25 septembre 2018, jour de la publication du premier article dans lequel Roelofs a critiqué le gouvernement.
En décembre 2018, l'avocat de Roelofs - l'avocat des victimes notables Richard Korver qui a pris sa cause pro-deo - a déclaré dans une interview avec RTL Nieuws faisant référence à l'affaire de viol de Roelofs qu'à son avis, "la police a empilé erreur après erreur" et que Roelofs a été interpellé «de manière décourageante par la police» et que «pratiquement aucune enquête n'a été menée».
Korver a mentionné que Roelofs avait mené sa propre enquête dans l'affaire et que la police "n'avait même pas commencé à enquêter". L'art. 12 L'audience du tribunal de Sv a été forcée à huis clos, contre la volonté de Roelofs et de son avocat. Roelofs a déclaré aux journalistes qu'en raison notamment de l'échec de la police, l'audience du tribunal devrait être publique et préconisée pour l'ouverture des affaires de l'article 12 Sv.
En juin 2019, Roelofs s'est entretenu avec le Washington Post de la mort de Noa Pothoven et du système de santé mentale néerlandais et du traitement des patients psychiatriques, soulignant à quel point il était courant que les patients hospitalisés soient libérés trop tôt ainsi que les mauvais traitements des patients hospitalisés 
détenus en isolement.
En juillet 2019, Roelofs a soutenu publiquement 3 victimes dans une affaire pénale qui ont toutes porté plainte contre le même suspect.
Roelofs a assisté à l'audience dans leur affaire pénale et a écrit un article d'opinion dans De Gelderlander où elle a décrit l'impact sur les victimes de l'affaire, appelant une victime "Jane Gelderland" (Gelderland faisant référence à la province où l'affaire a eu lieu), critiquant publiquement le gouvernement néerlandais pour sa négligence dans la protection des victimes de viol, tout en mentionnant des statistiques aux Pays-Bas concernant la violence à l'égard des femmes.
En février 2020, une reconstitution de l'affaire de viol de Roelofs concernant son ancien partenaire de travail a été publiée par 10 journaux néerlandais. L'enquête a été menée par le journaliste Tonny van der Mee d'Algemeen Dagblad et a révélé de faibles statistiques sur les condamnations pour viol aux Pays-Bas, mettant en évidence le cas de Roelofs à titre d'exemple. L'article a été rédigé sur la base de conversations téléphoniques enregistrées entre Roelofs et la police, son dossier médical et des documents judiciaires.
Il a été mentionné que Roelofs est autiste et a besoin de médicaments et de traitements continus en raison du SSPT. La reconstruction a prouvé que la police néerlandaise avait maltraité Roelofs, enfreint la loi, omis d'interroger les témoins, ne pouvait pas trouver le suspect et que Roelofs avait finalement retrouvé le suspect lui-même pour la police après que le tribunal néerlandais leur avait ordonné de le retrouver. Le journaliste van der Mee a discuté dans De Ochtend Show que la politicienne Kathalijne Buitenweg a posé des questions à la Chambre des représentants néerlandaise après la reconstitution du cas et le traitement des Roelofs,,.
En décembre 2020, Roelofs et ses avocats ont adressé une plainte à la Cour européenne des droits de l'homme après que le parquet néerlandais a reconnu qu'elle avait effectivement été agressée sexuellement par le suspect, mais le procureur avait l'intention de ne pas le poursuivre,.
Roelofs a notamment reçu le soutien public de l'actrice Rosanna Arquette. L'ancien gardien de prison et lanceur d'alerte néerlandais Huig Plug a publiquement soutenu Roelofs sur Twitter dans une série de tweets adressés au ministère public néerlandais,.

## Protestation
En octobre 2020, quelques groupes d'activistes locaux ont publié le nom d'une manifestation à venir, «Marche pour la justice #filmzedan», en soutien aux victimes de viol.
Le hashtag avait déjà été utilisé par Roelofs sur Twitter, également dans la traduction anglaise: #startfilmingthem. Le site Web soutenant cette manifestation a déclaré que #filmzedan n'était pas seulement une manifestation, mais aussi le titre d'un court documentaire.
L'un des militants a qualifié Roelofs de « lanceuse d'alerte » derrière le documentaire.